# Адолф Виклунд (биатлонац)
Адолф Виклунд (швед. Adolf Wiklund: Стромсунд, Јемтланд, 19. децембар 1921 — Естерсунд, Јемтланд, 21. септембар 1970) шведски биатлонац, први светски првак у биатлону.
Скијашку каријеру је започео 1948.. На првом великом интернационалном такмичењу Светском првенству у биатлону 1958 постао је Први светски првак, пошто је освојио злато у појединачној трци на 20 км. На истом првенству са екипом Шведске освојио је прво место у такмичењу штафета, али то такмичење је било незванично. Учествовао је и на следећем светском првенству 1959. у Курмајору, Италија, где није поновио ранији успех у званичној трци на 20 км, (био је 9.) а у незваничној са штафетом Шведске освојио је друго место.
На првом укључењу биатлона у програм олимпијских игара на Зимским олимпијским играма 1960. у Скво Велију пласирао се на 19 место у дисциплини 20 км појединачно. После тог такмичења Виклунд је завршио такмичарску каријеру.